# Сыроежка охристая
Сырое́жка о́христая (лат. Rússula ochroléuca) — вид грибов, включённый в род Сыроежка (Russula) семейства Сыроежковые (Russulaceae).

## Описание
Шляпка достигает 4—10 см в диаметре, сначала полушаровидная, затем выпуклая, уплощённая и слабо вдавленная, у старых грибов с бороздчатым краем. Окраска жёлтая или охристая, реже зеленовато-жёлтая. Кожица блестящая, слизистая, снимающаяся на большей части шляпки.
Пластинки сначала довольно частые, затем расходящиеся, почти свободные, с немногочисленными крупными пластиночками, кремового цвета.
Ножка цилиндрическая, белая, с возрастом и во влажную погоду приобретающая сероватый или буроватый оттенок.
Мякоть крепкая, затем размягчающаяся, белая, затем слабо буреющая, без запаха, на вкус пресная или горьковатая, пластинки островатые.
Споровый порошок беловатого или светло-кремового цвета. Споры 7,5—10×6,5—8 мкм, широкояйцевидные, шиповатые, с хорошо развитой сеточкой. Пилеоцистиды отсутствуют.
Съедобна, обладает приятным негорьким вкусом.

## Экология
Вид широко распространён в сосновых, смешанных и широколиственных лесах Европы, встречается очень часто.

## Таксономия

### Синонимы
- Agaricus ochroleucus (Pers.) Pers., 1801
- Russula citrina Gillet, 1881
- Russula citrina f. separata Singer, 1938
- Russula citrina f. umbonata Britzelm., 1893
- Russula citrina var. rufescens Mornand & Bon, 1986
- Russula constans Britzelm., 1885
- Russula decolorans var. constans (Britzelm.) P.Karst., 1889 non sensu P.Karst.
- Russula fingibilis Britzelm., 1885
- Russula granulosa Cooke, 1888
- Russula ochroleuca var. fingibilis (Britzelm.) Singer, 1923
- Russula ochroleuca var. frondosaria Horniček, 1976
- Russula ochroleuca var. granulosa (Cooke) Rea, 1922